# Gazella bennettii salinarum
Gazella bennettii salinarum is een ondersoort van de Indische gazelle (Gazella bennettii) die voorkomt in de Salt Range van India, oostelijk tot Delhi. 
De huid van deze ondersoort is tabaksbruin, met een contrasterende band bij de flanken. Het is de grootste ondersoort van de Indische gazelle. De schedel van mannetjes is 190 tot 203 mm lang; bij vrouwtjes varieert hij tussen 186 and 197 mm.